# Stephania mashanica
Stephania mashanica là một loài thực vật có hoa trong họ Biển bức cát. Loài này được H.S. Lo & B.N. Chang miêu tả khoa học đầu tiên năm 1982.